# ESO 248‑6
 (août 2025).
Améliorez-le ou discutez des points à vérifier. 
 (août 2025).
Si vous disposez d'ouvrages ou d'articles de référence ou si vous connaissez des sites web de qualité traitant du thème abordé ici, merci de compléter l'article en donnant les références utiles à sa vérifiabilité et en les liant à la section « Notes et références ».
 (août 2025).
ESO 248‑6 (aussi désignée ESO 248‑G 006, PGC 12264) est une galaxie de type lenticulaire (S0) ou elliptique géante, située dans la constellation de l’Eridan. Avec une vitesse radiale d’environ 22 777 km/s (redshift z ≃ 0,076), elle se trouve à une distance approximative de 800 à 814 millions d’années‑lumière de la Terre.
Classée comme galaxie centrale  du groupe ACO 3112, ESO 248‑6 serait l'une des plus grandes galaxies connues, avec un diamètre estimé entre 1,33 et 1,73 million d’années‑lumière selon les méthodes de mesure (90 % de la lumière bleue ou imagerie K‑band). Ces mesures la placent parmi les plus volumineuses recensées, juste après ESO 383‑76 ou ESO 409‑25 selon les classements récents.
Le cœur de la galaxie héberge un noyau actif (quasar), identifié notamment dans des catalogues radio (PKS 0316‑444, Molonglo Reference Catalogue, etc.) et infra‑rouge (2MASS, Gaia) . Bien que peu lumineuse visuellement (magnitude B ≈ 14,85 ; G ≈ 18,7), elle est étudiée pour ses émissions radio et rayons gamma.

## Découverte
ESO 248‑6 a été identifiée dans le cadre des relevés systématiques réalisés par l’European Southern Observatory (ESO) au cours des campagnes d’imagerie du Survey of Southern Galaxies, probablement à la fin du XXᵉ siècle. Ces observations ont permis de détecter de nombreuses galaxies lointaines dans l’hémisphère sud, parmi lesquelles ESO 248‑6 a été cataloguée grâce à ses émissions radio et son identification en imagerie optique profonde. À ce jour, aucune attribution individuelle de découverte à un(e) astronome particulier(e) n’est documentée dans les sources accessibles publiquement.
L’objet est entré dans plusieurs catalogues astronomiques : notamment ESO 248‑G 006, PGC 12264, PKS 0316‑444 pour ses émissions radio, et LCRS, SARS, ou 2MASX pour ses observations optiques et infrarouges. Cette pluralité de désignations reflète le fait que la galaxie est apparue dans plusieurs campagnes d’observation indépendantes — émissions radio extragalactiques, relevés de galaxies lointaines, et imagerie d’amas de galaxies.
En raison de son rôle de Brightest Cluster Galaxy (BCG) dans l’amas ACO 3112, ESO 248‑6 a suscité un intérêt scientifique particulier. Bien que son inclusion dans plusieurs catalogues date de la fin des années 1990 à 2000, l’étude approfondie de ses propriétés morphologiques, de sa masse et de son noyau actif n’est devenue plus systématique que récemment, avec les progrès des instruments radio et infrarouges. Ainsi, sa découverte, tout en étant indirecte et fragmentée, reflète les méthodes modernes d’identification de galaxies lointaines dans le contexte des grands relevés astronomiques.

## Dimensions
Selon les résultats du Extragalactic NASA/IPAC Database (NED) et des listes spécialisées, tels que List of Largest Galaxies, le diamètre de ESO 248‑6 est estimé à 409,44 kiloparsecs, soit environ 1,33 million d’années‑lumière, si l'on se base sur une méthode photométrique intégrant 90 % de la lumière dans la bande B.
Des ajustements basés sur une distance actualisée (≈ 334 Mpc au lieu de l’ancienne estimation de 258 Mpc) suggèrent un diamètre plus vaste, d’environ 530,62 kpc (≈ 1,73 million d’années‑lumière), ce qui place ESO 248‑6 juste derrière ESO 383‑76 parmi les plus grandes galaxies recensées.